# Ode, Gujarat
Ode là một thành phố và khu đô thị của quận Anand thuộc bang Gujarat, Ấn Độ.

## Nhân khẩu
Theo điều tra dân số năm 2001 của Ấn Độ, Ode có dân số 18.454 người. Phái nam chiếm 52% tổng số dân và phái nữ chiếm 48%. Ode có tỷ lệ 69% biết đọc biết viết, cao hơn tỷ lệ trung bình toàn quốc là 59,5%: tỷ lệ cho phái nam là 79%, và tỷ lệ cho phái nữ là 58%. Tại Ode, 12% dân số nhỏ hơn 6 tuổi.